# Повітряний вибух

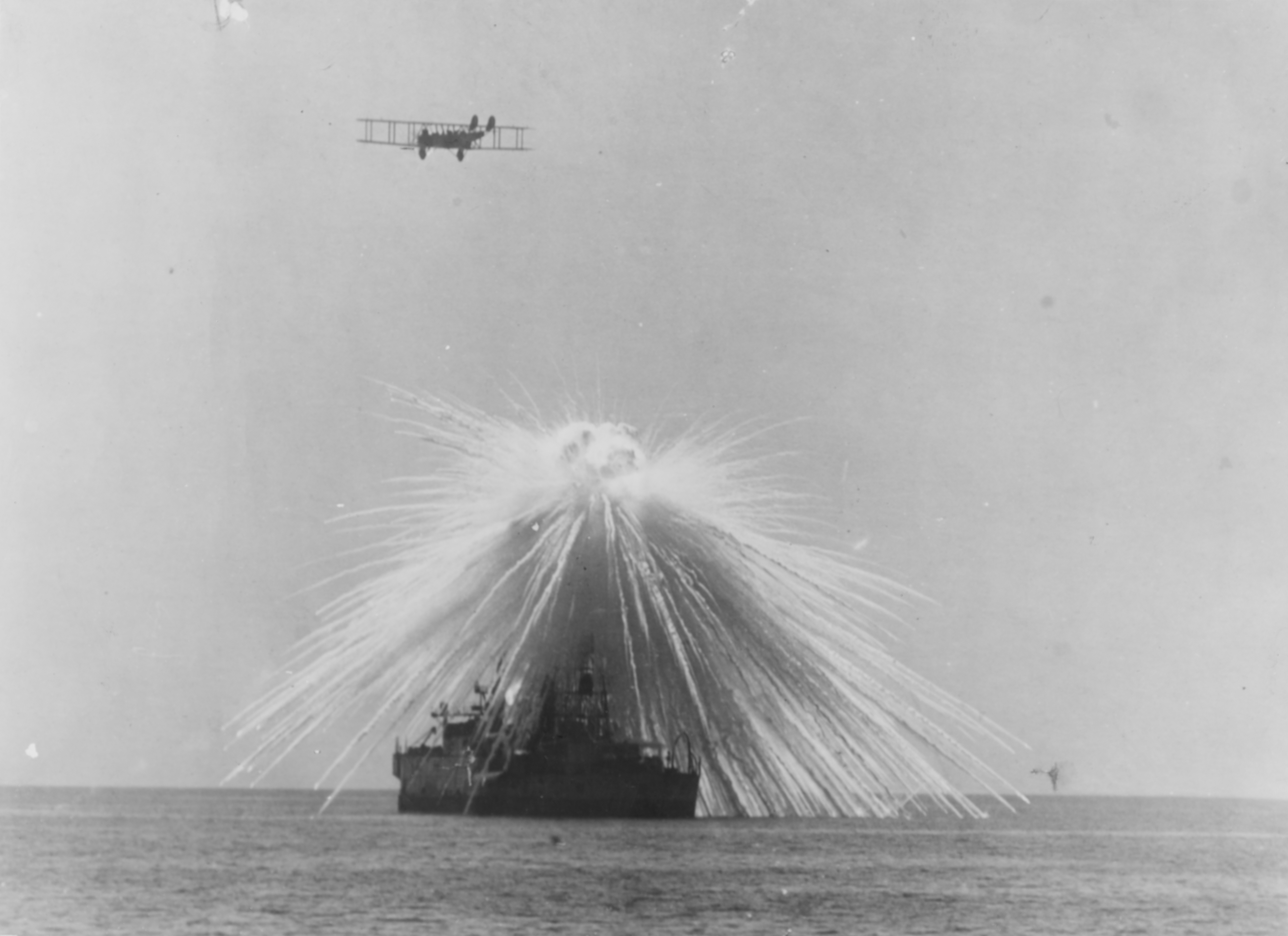
Випробувальний повітряний вибух фосфорної авіабомби над кораблем USS Alabama (BB-8) в 1921 році

Повітряний вибух, також Повітряний розрив, Повітряний підрив (англ. Airburst) — термін, що використовується переважно у військовій справі. Повітряним розривом називають детонацію вибухових пристроїв: артилерійських снарядів, протипіхотних мін, гранат і т. д., в повітрі, на відміну від детонації при контакті з землею або з поверхнею цілі. Такий спосіб підриву використовується для збільшення шансу детонації снаряда. Головною перевагою повітряного вибуху є те, що енергія від вибуху та уламки розподіляються більш рівномірно та на більшу площу, проте максимальна енергія в епіцентрі при такому вибуху нижче, ніж при звичайному.
Іноді цей термін помилково застосовується до явищ природного походження, супроводжуваних збуреннями повітряних мас з формуванням ударної хвилі. До таких явищ можуть відноситися блискавки або метеори, також може використовуватися як назва однієї з технологій очищення свердловин, колодязів і обладнання водопостачання.

## Історія

### Вогнепальна та ракетна зброя
Історія створення цієї технології детонації снарядів в повітрі датується XVIII століттям. Генрі Шрапнель у 1780 році, бувши офіцером британської армії, створив снаряд, який міг розриватися в повітрі для того, щоб збільшити ефективність снарядів з картеччю, поширених в той час. Ці снаряди широко використовувалися під час Англо-американської війни 1812 року й так само залишалися на озброєнні аж до Першої світової війни. 
Заряд детонував згори, над позиціями піхоти, обрушуючи на неї град з кульок шрапнелі, що сприяло знищенню більшого числа солдатів одним снарядом. Однак шрапнель ставала малоефективною, коли противник використовував для укриття окопи, тоді такі снаряди використовувалися для ураження польових укріплень і піхоти на відкритих просторах. Під час Першої світової війни шрапнельні снаряди замінили більш ефективними осколковими гранатами.
Серед сучасних снарядів усе ще можна знайти зразки, які використовують як «начинку» шрапнель. Прикладом такого снаряда може бути танковий снаряд M1028 «Дробовик», який використовується в Американських танках М1А1 і А2 «Абрамс». Ще одним прикладом можуть бути касетні боєприпаси, в яких також використовується принцип шрапнельного снаряда.
Під час Другої світової війни був винайдений радіопідривник, який контролювався радаром Доплера, що знаходяться всередині оболонки снаряда та ініціював підрив, коли снаряд знаходився на необхідній відстані до цілі, що істотно підвищувало ефективність таких снарядів.
Також і деякі протипіхотні міни того часу були обладнані засобами повітряного розриву, прикладом такої міни може служити протипіхотна міна «S-міна», прозвана американськими солдатами «Бетті, що стрибає» (англ. «Bouncing Betty»). Подібні міни, коли ціль контактувала з ними, викидали основний снаряд вгору, який вибухав на рівні приблизно одного метра над землею, тим самим збільшуючи радіус вибуху і збиток, викликаний детонацією, ударною хвилею та уламками.
У ході Війни у В'єтнамі США широко використовували снаряди з повітряним підривом для оборони своїх наземних баз, використовуючи так звані тактики "Killer Junior" («Молодший вбивця»), коли використовувалися снаряди від 105 до 155 мм і "Killer Senior" («Старший вбивця»), коли використовувалися снаряди більшого калібру.
Більш сучасними прикладами подібних снарядів можуть служити такі, як ВОГ-25П «підкидьок», який є 40-мм осколковою гранатою, що містить в собі другорядний заряд, який викидає основний заряд на 1,5 метра вище рівня точки контакту снаряда з ціллю, перед тим, як основний заряд здетонує, що дозволяє ефективніше вражати лежачого противника або того, який знаходиться в окопі, та його американський аналог M397A1 Airburst. Також технологія повітряного вибуху використовується у фосфорних боєприпасах і в боєприпасах об'ємного вибуху для збільшення радіусу ураження. Снаряди з повітряним вибухом використовуються як оборонні заходи в установках протиракетної та протиповітряної оборони, а також у зброї несмертельної дії.

### Ядерна зброя
До ядерної зброї переважно застосовують термін атмосферний вибух, замість повітряного, оскільки останній є підвидом атмосферного ядерного вибуху. Атмосферний вибух зазвичай відбувається на відстані від 100 м до 100 000 м від рівня поверхні землі. Даний спосіб підриву використовується для збільшення сили ураження, а також для зменшення радіоактивного зараження місцевості. Розпечене ядро заряду не стикається з землею під час вибуху, тим самим зменшуючи кількість осколків та уламків, які випаровуються від високих температур і збираються в радіоактивну хмара, що зменшує її в розмірах. Хмара підіймається на велику висоту, переноситься вітром і розсіюється по великій ділянці. У результаті цього радіоактивне зараження можливе тільки навколо епіцентру вибуху. За повітряного вибуху ударна сферична хвиля досягає земної поверхні та відбивається від неї. На деякій відстані від епіцентру вибуху фронти відбитої та спадних хвиль зливаються, внаслідок чого утворюється головна хвиля з вертикальним фронтом, що розповсюджується вздовж земної поверхні, що збільшує силу вибухової хвилі.
У 1945 році США скинули 2 ядерних заряди на міста Хіросіма і Нагасакі, які були підірвані з використанням технології атмосферного вибуху, для збільшення руйнівної сили й зменшення радіоактивного зараження, бо незабаром після скидання зарядів США планували ввести свої війська в ці міста.
У 1961 році СРСР провели випробування водневої бомби АН602 на полігоні «Нова земля», яка згодом була названа «Цар-бомба» й стала відома як найпотужніша у світі термоядерна бомба. Дана бомба також була підірвана за технологією атмосферного вибуху, на відстані 4000 м над ціллю.

## Тактична складова
Залежно від типів снарядів і мети, в бойових діях снаряди з повітряним розривом використовується як проти піхоти на відкритих просторах або в укриттях, так і проти повітряної та наземної техніки противника.
У бойових діях з використанням ядерного озброєння застосування повітряного вибуху необхідне переважно для ураження наземних і надводних цілей, для виведення з ладу радіозв'язку, радарних систем, а також для зменшення радіоактивного зараження.

## Не військове застосування
У цивільній промисловості технологія повітряного розриву широко використовується у феєрверках і різноманітних невійськових піротехнічних установках різного типу.